# Селивачёв, Михаил Романович
Михаи́л Рома́нович Селивачёв (укр. Михайло Романович Селівачов, род. 19 июня 1946, Киев) — украинский искусствовед, главный редактор Вестника археологии, искусства, культурной антропологии «Ант»; автор около 700 научных и популярных работ, опубликованных на украинском, русском, английском, польском, румынском языках в бывшем СССР, Австралии, Канаде, США и других странах; профессор Киевского национального университета культуры и искусств; академик АН Высшей школы Украины (2008), профессор (2011).
Внук А. Ф. Селивачёва.

## Биография
Окончил факультет истории и теории искусств Института живописи, скульптуры и архитектуры им. И. Репина (1970, Ленинград, руководители курсовых и дипломной работ — К. Корнилович, В. Лихачёва, В. Плотников), аспирантуру Института искусствоведения фольклора и этнографии им. М. Рыльского Академии наук Украины (1972—1975), защитил кандидатскую диссертацию в МГУ им. М. Ломоносова («Вопросы исследования декоративно-прикладного искусства Украины в современном искусствознании», 1978), докторскую — в ИИФЭ («Украинская народная орнаментика XIX-XX вв. (иконография, номинация, стилистика, типология)», 1996).
В 1960—1970-х гг. работал консультантом Украинского общества охраны памятников истории и культуры, реставратором; ведущим научным сотрудником ИИФЭ (до 2007). Одновременно — в Украинском музее Нью-Йорка (1991—1992), киевских музеях Ивана Гончара (1993—1998), народного декоративного искусства (1999—2010), преподавал и заведовал кафедрами в художественных ВУЗах, проректор по науке Киевского государственного института декоративно-прикладного искусства и дизайна им. М. Бойчука (2000—2004).
М. Р. Селивачёв — ответственный редактор двух десятков коллективных монографий и научных сборников, соавтор таких энциклопедических и обобщающих трудов, как Encyclopedia of Ukraine (vol. III, — Toronto-Buffalo-London, 1994), Поділля (1994), Енциклопедія сучасної України (с 1995), Мистецтво України (т.1, 1995), Українці (1999), Украинцы (Москва, 2000), Історія української культури (т. 4-5, 2005—2011), Історія українського мистецтва (т. 4, 2006). Участник и организатор ряда международных конференций на Украине, в Бельгии, Венгрии, Германии, Греции, Италии, Литве, Македонии, Норвегии, Польше, России, Румынии, Словакии, США; соучредитель Украинского отделения Международной ассоциации критиков искусства (АІСА, 2005); мемуарист. О его деятельности опубликовано в прессе более 200 рецензий, отзывов.

### Избранные труды
книги
- «Народне мистецтво і сучасність» (1980),
- «Декоративно-прикладне мистецтво України в радянському мистецтвознавстві» (1981),
- «Плодотворність взаємозбагачення. Сучасні міжетнічні взаємини в народній декоративній творчості» (1984),
- «Про українське народне мистецтво та його сучасну долю» (1993),
- «Folk designs of Ukraine» (1995),
- «Лозоплетіння Галини Кучер» (2001)
- «Лексикон української орнаментики» (2005; 2-ге вид. доповнене та виправлене — 2009),
- «Микола Лебідь: акварель, дизайн, геральдика» (2006),

Издан библиографический указатель его трудов (К., 2006, 104 с., илл.).
коллективные труды
«Мистецтво і сучасність» (1980), «Актуальные проблемы развития социалистических национальных художественных культур в условиях зрелого социализма» (1982), «Українське мистецтво в міжнародних зв’язках» (1983), «Ареальные исследования в языкознании и этнографии» (1985), «Слово о полку Игореве» и наша современность" (1985), «М. В. Ломоносов и Север» (1986), «Проблеми етнографії Поділля» (1986), «Прогресивні народні традиції в збагаченні радянського способу життя» (1986), «ІХ Международный съезд славистов. Киев, сентябрь 1983 / Материалы дискуссии: Фольклористика. Историческая проблематика. Круглые столы» (1987), «Украинско-молдавские этнокультурные взаимосвязи в период социализма» (1987), «Мистецтво і духовне збагачення суспільства» (1989) «Народне мистецтво Полтавщини» (1989), «Еміграція населення західноукр. земель до Північної Америки на рубежі ХІХ-ХХ ст.» (1990), «Фольклор і сучасний світ. Європейський симпозіум» (1990), «Етнічна самосвідомість: національна культура» (1991), «Народное искусство и современная культура. Проблемы сохранения и развития традиций» (1991) «Поділля: історико-етнографічне дослідження» (1994), «Encyclopedia of Ukraine. Vol. III.» [1994], «Богородиця і українська культура» (1995), «Конференція українсько-румунської комісії з історії, археології та фольклористики» (1995), «М. Рильський і світова культура» (1995), «Мистецтво України. Енциклопедія. Т. І.» (1995), «Мала енциклопедія етнодержавознавства» (1996), «Народне мистецтво українського Полісся» (1996), «Третій міжнародний конгрес україністів 26-29 серпня 1996 р. Політологія. Етнологія. Соціологія» (1996), "Українська народна творчість у поняттях міжнародної термінології: примітив, фольклор, аматорство, наїв, кітч… (1996), «A III-a sesiune anuală a comisiei mixte româno-ucraineană de istorie, arheologie, etnografie şi folclor» (1996), «Mappa Mundi. Збірник наукових праць на пошану Ярослава Дашкевича з нагоди його 70-річчя» (1996), «Поетика та семантика українського рушника: образ, символ, знак» (1997), «Проблеми урбанізації та етнокультурних контактів у південно-східній Європі. Четверта сесія спільної українсько-румунської комісії з історії, археології, етнології та фольклористики при НАН України» (1997), «Проблеми дослідження усної історії східноєвропейських сіл 1920-40 рр.», (1998), «Регрес і регенерація в народному мистецтві» (1998), «Український килим: генеза, іконографія, стилістика» (1998), "Звід пам’яток історії та культури України. Київ. Книга 1. Частини 1 (1999) і 2 (2004), «Українські термінологічні словники з мистецтвознавства й етнології: досвід складання, проблеми та перспективи підготовки» (1999), «Українці. Історико-етнографічна монографія в двох книгах. Кн. 2» (1999), "Діалог культур: Україна у світовому контексті. Художня освіта (2000) «Україна на межі тисячоліть: етнос, нація, культура. Кн. 1-2» (2000), «Украинцы» (2000), «Декоративне мистецтво і дизайн: національні традиції й актуальні проблеми» (2001), «Енциклопедія сучасної України» : Томи 1-4 (2001—2006), «Етнос. Культура. Нація». Вип. 2. (2001), «Червоних сонць протуберанці: до 100-річчя Катерини Білокур» (2001), "Четвертий міжнародний конгрес україністів. Мистецтвознавство. Кн. 2. " (2001), «100 років колекції Державного музею українського народного декоративного мистецтва» (2002), «Зелений шум Полісся. Традиційна культура Поліського краю» (2002, Мультимедійний компакт-диск укр. й англ. мовами), «Матеріали 10-х липневих читань [присвячених 30-річчю політичних репресій в АН УРСР]. Вип. 1» (2002), «Проблеми українського термінологічного словникарства в мистецтвознавстві й етнології» (2002), «Семья в постатеистических обществах» (2002), «Традиційне й особистісне у мистецтві» (2002), «Дизайн-освіта 2003: досвід, проблеми, перспективи» (2003), «Музейна справа та музейна політика в Україні ХХ ст.» (2004), «VІ Міжнар. конгрес україністів. Кн. 2. Музикознавство. Образотворче мистецтво. Театрознавство. Кінознавство». Доповіді та повідомлення. — Донецьк-К.: Вид-во Асоціації етнологів, 2005 «Історія української культури у п’яти томах». Том 4. Книга 2 (2005), «Рушник: символ, образ, знак» (2004), «Могилянські читання 2004. Музейне збереження пам’яток сакрального мистецтва. Історія, сучасна практика і майбутнє» (2005), «Історія українського мистецтва у п’яти томах». Том 4. (2006), «Музеї народного мистецтва та національна культура» (2006), «Убиенным сынам Украини» (2006) «Proceeding of Interenational Congress for Ancient and Modern History in Athens, 2005» (2006), «Могилянські читання. 2006: Доля музейних зібрань» Част. 2. (2007), «Спогади про Івана Гончара» (2007), «Народний костюм як виразник національної ідентичності» (2008), "Марія Примаченко — 100. Статті, есеї, спогади, публікації… " (2009), «Олександр Саєнко. Мистецька спадщина і сучасність» (2009), «Сходознавчі студії». Вип. 2. (2009), «Does a Fourth Rus’ Exist? Concerning Cultural Identity in the Carpathian Region» (2009), «Наталка Павленко: альбом» (2009), «Музейні колекції: історія, дослідження, атрибуція» (2010), «Сучасні проблеми дослідження, реставрації та збереження культурної спадщини». Випуск 7. (2010), «Українські бібліографи: біографічні відомості, професійна діяльність, бібліографія». Вип. 2 (2010), «Катерина Білокур: Філософія мовчазного бунту. Наукові статті, есеї, культурологічні праці до 100-річчя і 110-річчя Катерини Білокур». (2011), «The history of Art history in Central, Eastern and South-Eastern Europe» (2011), «Landmarks of Art History» (2011).